# Albrecht Ziemer
Albrecht Ziemer (* 1940) ist ehemaliger Produktionsdirektor des ZDF und erhielt am 22. Dezember 2003, vom Ministerpräsidenten Kurt Beck den Verdienstorden am Bande der Bundesrepublik Deutschland.
Ziemer hat als Technischer Direktor das ZDF in die digitale Welt geführt und eine moderne und tragfähige Dienstleistungsstruktur im ZDF aufgebaut. Er war europaweit in mehr als 10 Gremien für die Einführung des digitalen Fernsehens verantwortlich.
Der studierte Maschinenbauer hatte nach seiner Promotion zum Dr. Ing. als Berechnungsingenieur im Triebwerkbau bei MTU gearbeitet und anschließend 14 Jahre in der Unternehmensgruppe Dornier. Dort baute er die Sparte „Zivilgeschäft“ auf und war ab 1976 auch Prokurist und Bereichsleiter für die Sparte Informatik.
Ziemer hat einen Lehrauftrag an der Universität Konstanz und ist unter anderem Mitglied des „Münchner Kreises“ für Informations- und Kommunikationsforschung und des Executive Committee des Internationalen Fernsehsymposiums Montreux. Die älteste Technische Universität Deutschlands, die TU Braunschweig, verlieh dem scheidenden ZDF-Produktionsdirektor Grad und Würde eines Doktor-Ingenieurs ehrenhalber in Würdigung seiner herausragenden Leistungen für die Entwicklung der Fernsehtechnik in Europa, die sich insbesondere in der Einführung von PALplus in zahlreichen Ländern manifestiert.
Albrecht Ziemer ist Aufsichtsratsvorsitzender der plazz entertainment AG.